# Monasterio de Santa María de Valldonzella
El monasterio de Santa María de Valldonzella es un monasterio femenino cisterciense situado en el antiguo municipio de San Gervasio de Cassolas (hoy en día perteneciente al Distrito de Sarriá-San Gervasio, Barcelona), cerca del lugar donde hubo la antigua residencia real de Bellesguard, de tiempos del rey Martín el Humano, actual Torre de Bellesguard, visitable, obra de Antonio Gaudí. A través de los siglos, por diversos motivos, la comunidad ha conocido cuatro emplazamientos: desde dentro de las murallas y extramuros, habiéndose trasladado en cuatro ocasiones siempre cerca de Barcelona. El actual monasterio, situado en el número 41 de la calle del Císter, es obra del arquitecto Bernardí Martorell, de estilo modernista neogótico.

## Historia

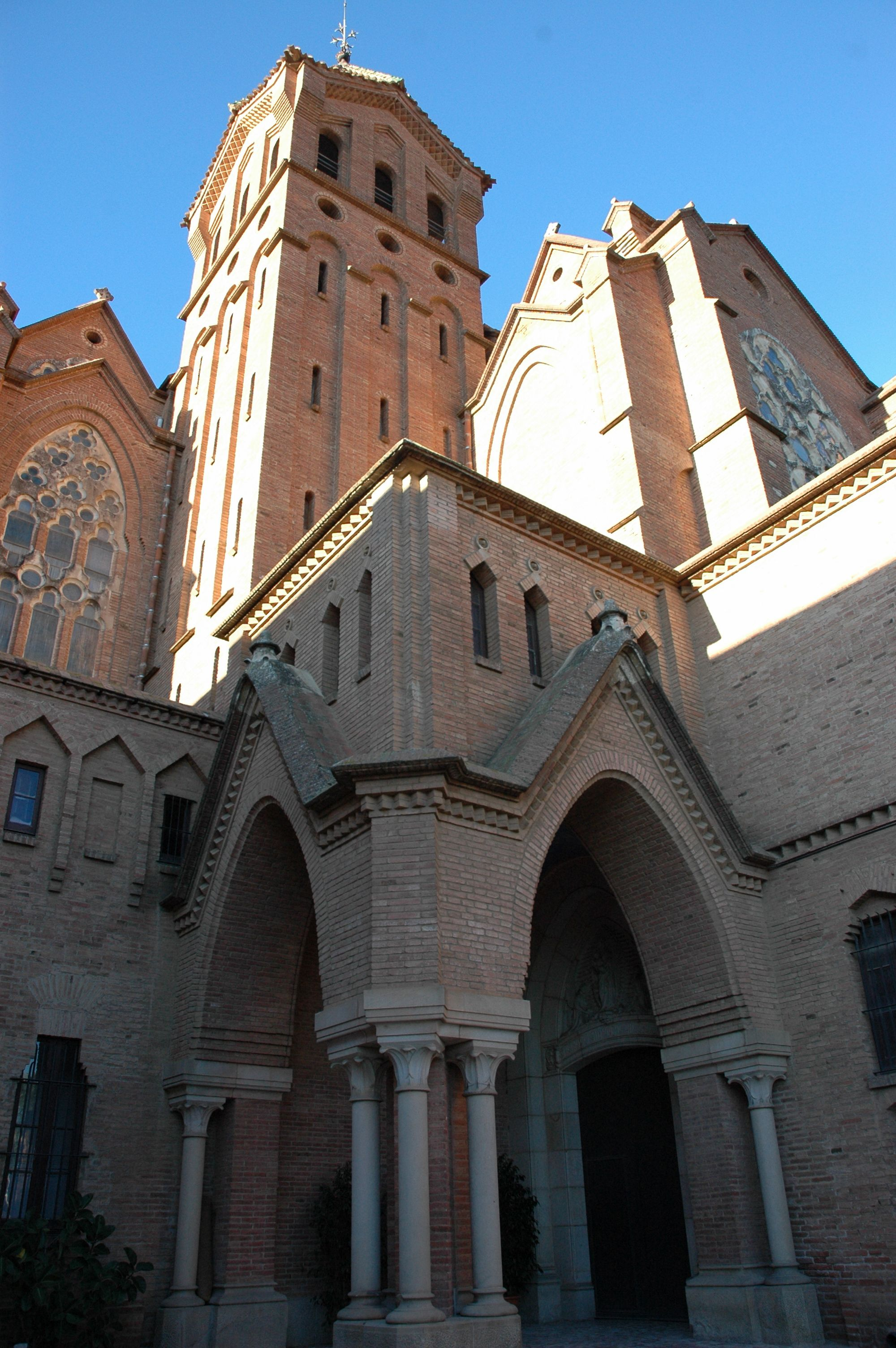
Entrada

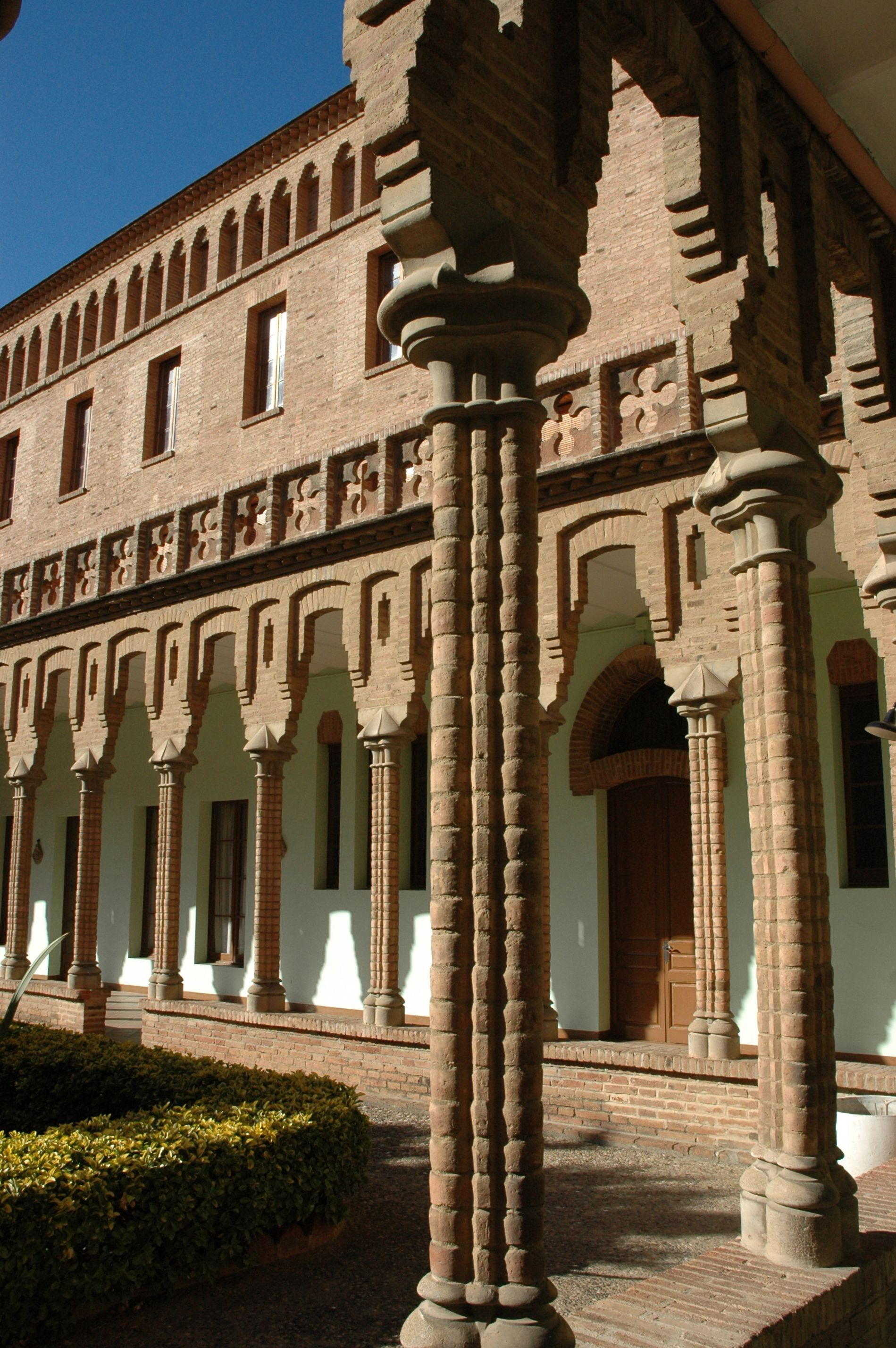
Claustro

La ermita de Santa Margarita, origen del monasterio de Valldonzella, es una pequeña iglesia románica, situada en el valle boscoso de la sierra de Collserola. Pertenecía y pertenece a la ermita de Santa Cruz de Olorde, dependiente del obispado de Barcelona, donde muy cerca, el obispo Berenguer de Palau cedió el terreno para la casa de Valldonzella, aún existe la torre conocida como la Torre del Obispo junto a otra masía, en el límite de los términos de San Felíu de Llobregat y San Justo Desvern. Posiblemente en el año 1147, ya había una pequeña comunidad femenina, siendo donada al monasterio de San Cugat y que en el año 1226 fue cedida por el obispo de Barcelona Berenguer de Palou a la orden del Císter, dependiente del monasterio de Santes Creus.
Es el 4 de noviembre de 1237 cuando se tiene constancia de la fundación del monasterio. Entre las dos fechas dichas, hay noticias de la incorporación de diversos miembros a la comunidad, de la que no se especifica la regla que seguía. La primera comunidad estaba formada por Berenguera de Cervera con once monjas.
Con motivo de la inseguridad del lugar de Valldonzella, en el año 1263, la comunidad obtuvo el permiso de Jaime I de Aragón para trasladarse a Barcelona, en extramuros, al lugar conocido como la Creu Coberta, hecho que se produjo en 1269. El traslado se hizo por creer que el monasterio estaba en un lugar «solitario, peligroso y agreste». 
Este monasterio tuvo mucha importancia en los años siguientes y su comunidad fue ampliándose con la hijas de la nobleza ciudadana. Favorecido por el mismo rey Jaime I y sus sucesores así como por los obispos de Barcelona, que la unieron a la parroquia de San Esteban de Parets (1291) y a la de Santa Cruz de Olorde (1416). En el año 1308 contaba con 35 miembros. Como
prueba de su prestigio en aquellos tiempos, en 1395 tuvo residencia en él el rey Juan el Cazador y en 1410 estuvo enfermo y murió Martín I de Aragón así como pocos años después su viuda Margarita de Prades se retiró en él.
Durante la guerra de los Segadores (1640-1652) las monjas abandonaron el monasterio, el último año de la guerra con motivo del Sitio de Barcelona, el monasterio queda totalmente destruido. La comunidad pasa a vivir al priorato de Santa María de Nazaret el año 1674, dependiente del monasterio de Poblet.
Después de haberse tenido que refugiar en Mataró durante los años 1814-1826, de vuelta a causa de la desamortización de Mendizábal del año 1835 tuvieron que volver abandonar el monasterio. En el año 1847 las pocas monjas supervivientes de la exclaustración volvieron a reunirse hasta el año 1909 que durante la Semana Trágica fue incendiado. Refugiadas durante unos años en la Torre dels Pardals (Guinardó) propiedad de la familia Valls i Martí, en el año 1913 pudieron trasladarse al actual monasterio proyectado por el arquitecto Bernardí Martorell. El constructor fue Josep Bayó i Font.
Durante la guerra civil española (1936-1939), la comunidad huyó del monasterior y una parte se refugió a Italia. El monasterior fue confiscado por el Ayuntamiento de Barcelona, que lo trasformaron entre 1936 y 1938 en hospital antituberculoso (el proyecto inicial ambicionaba 600 camas) y en un dispensario municipal, con la intervención del arquitecto Josep Plantada i Artigas. Las monjas se reunieron de nuevo y regresaron a Barcelona el 1939, pudiendo recuperar su edificio gracias a la restauración del arquitecto Josep Maria Pericas i Morros.